# Liste von Märchen aus Afrika
Diese Liste enthält Märchen und Märchen-Sammlungen aus Afrika. Für die Hauptliste, siehe Liste von Märchen.

## Afrika
Toni von Held, Märchen und Sagen der afrikanischen Neger. Schmidt, Jena 1904.
- Der kleine Rotbauch (Geika)
- Die Sage vom Chamäleon (Haussa)
- Die Ziege, der Löwe und die Schlange (Basoto)
- Kimyera (Wanyoro)
- Der Gesang des Kindes (Nao)
- Der Häuptling und der Vogel (Nao)
- Der Löwe und die Schildkröte (Nao)
- Klugheit des Hasen (Nao)
- Warum der Löwe und der Leopard vor dem Hyänenhunde fliehen (Nao)
- Vom Cakyane-bo Cololo
- Warum der Hase flieht (Haussa)
- Bestrafter Undank (Wolossen)
- Wie du mir, so ich dir (Bullom)
- Hase und Affe (Wolossen)
- Der stolze Schmetterling (Wolossen)
- Der Storch und die Kröten (Bornu)
- Masewe (Nao)
- Der Greif (Nao)
- Warum die Hyäne ein buntes Fell hat (Haussa)

Weitere Bücher
Die Märchen der Weltliteratur – Afrikanische Märchen. Eugen Diederichs Verlag, München 1991, Carl Meinhof (Hrsg.).
Swahili
- Der kluge Arzt oder die Todesfrucht als Heilmittel
- Geschichte von Seliman bin Daud
- Eine Frau für hundert Rinder

Ostafrikanische Bantu
- Das Schwein und der Mensch (Schambala)
- Die Ursache des Todes (Kamba)
- Das Märchen von der verlorenen Schwester
- Die Geschichte von Kombe (Dschagga)
- Das Märchen von Mrile (Dschagga)
- Geschichte von den Steppentieren und der Ratte (Ziba oder Haya)
- Imana und der habgierige Sebgugugu (Ruanda)
- Imana und die kinderlose Frau (Ruanda)
- Ein Mann und seine Freunde (Makonde)
- Der Löwe und der Hase (Matumbi)
- Der Frosch und der Löwe (Pogoro)
- Die Reiherfeder (Kinga)
- Die Schildkröte und der Elefant (Konde)
- Der Hase und der Mensch (Nyiha)
- Der böse Hase (Tete)

Südostafrika
- Der Tausendkünstler der Ebene (Ronga)
- Sabulana, die Freundin der Götter (Ronga)
- Märchen von Chuveane (Sotho)
- Das Märchen von der Schildkröte (Sotho)
- Kholomodumo (Sotho)
- Vom Milchvöglein und vom Menschenfresser (Sotho)
- Usembeni oder die Werbung des Usikulumi (Zulu)

Südwestafrika
- Die Geschichte von der Pantherschildkröte (San)
- Der Schakal und das Sonnenschaf (Nama)
- Wie der Elefant die Namafrau heiratet und betrogen wird (Nama)
- Wie die Hyäne Hochzeit machte (Nama)
- Vom Wolf und vom Fuchs (Herero)
- Die schöne Tjaratjondjorondjo (Herero)
- Die Hyäne und der Schakal (Kwanyama)

Westliche Bantu
- Der Sohn des Kimanaueze und die Tochter von Sonne und Mond (Mbundu)
- Der Mann und seine vier Söhne (Luba)
- Das Rebhuhn heiratete fünf Frauen (Kikongo)
- Das Märchen von der Tiergemeinde (Ngumba)
- Eine Geschichte von der Schildkröte (Yaunde)
- Der Leopard und die Schildkröte (Bakoko)
- Die Nußdiebe (Duala)
- Zwei Brüder (Duala)
- Die Landschildkröte und das Flußpferd (Duala)
- Der Leopard und die Antilope (Duala)
- Das Chamäleon und der Erdsalamander (Bakwiri oder Kweli)

Wetsudan
- Mond und Sonne (Fon von Südbenin)
- Ejevi (Ewe)
- Die Fabel von dem Königssohn Safudu Kwaku (Ewe)
- Der Elefant und die Spinne (Ewe)
- Die Wespe, die Spinne und die Ratte stehlen der Hyäne Honig (Dagomba)
- Von vier Brüdern (Twi)
- Elefanten-Fabel (Vai)
- Raupe und Schmetterling (Wolof)
- Geschichte des Königreichs Uagadu (Soninke)
- Die Geschichte von dem Schakal und der Hyäne (Kanuri von Borno)

Zentralsudan und Berber
- Der Schakal (Hausa)
- Die Geschichte von den zwei Mädchen, die dieselbe Mutter und denselben Vater hatten (Hausa)
- Die Pilgerfahrt nach Mekka (Hausa)
- Das schlechte Mädchen und seine Strafe (Hausa)
- Geschichte von zwei jungen Männern und vier jungen Mädchen (Hausa)
- Die Geschichte von dem Azbin-Pferde (Fulbe)
- Der Mann und seine Frau und die Greisin (Fulbe)
- Der Ziegenbock auf der Pilgerfahrt (Fulbe)
- Geschichte eines Schaanbi und seiner Braut (Tuareg)
- Geschichte eines Sultans (Schluh)
- Fricha und die beiden kleinen Mädchen (Beni Snus)
- Eine Diebesgeschichte (Schenua-Berber)

Nordostafrika
- Die Wildente, der Fuchs und der Rabe (Nilnubier)
- Geschichte von Abu Nuwas (Nubier)
- Der unglückliche Hirte (Bischarin)
- Die Maus, der Frosch und die Eidechse (Saho)
- Die dummen Eheleute (Saho)
- Der Hase (Bogos)
- Zwei Freunde (Afar)
- Ein dummer Mann und eine kluge Frau (Amharen)
- Der Löwe der Steppe (Somali)
- Der Löwe und die neun Hyänen (Somali)
- Bestrafung des Verführers (Somali)

Ostafrika
- Der Hase (Bari)
- Die Geschichte von den Hyänen und ihrem Zauberdoktor (Nandi)
- Die Strafe Gottes (Masai)
- Die Geschichte von dem menschenfressenden Ungeheuer und dem Kinde (Masai)
- Ule und Lue (Sandawe)

Afrikanische Märchen. Artia Verlag, Prag 1970, M. Konsová – V. Stanovský.
- Die ersten Menschen
- Gosso, der Märchenerzähler
- Die klugen Tiere
- Der schlaue Hase
- Der Blinde
- Der listige Fuchs
- Ntotoatsana, das Mädchen, das der Wind entführte
- Wer half am meisten?
- Das Mädchen aus dem Straußenei
- Maii und Kofi
- Zwei Brüder
- Irangiri
- Marama vom Krokodilsfluß
- Die Drachenbraut
- Die schöne Meküküi
- Der Wunderbaum Kumonge
- Der weise Abarnakat und die Säule
- Der weise Abarnakat auf Reisen
- Der Zauberspiegel
- Vom Mädchen, das die Sonne fürchtete
- Der Herr des Wassers
- Soyane
- Das Ei
- Sikulume und seine sieben Brüder
- Sikulume und der Zauberer Mangangezula
- Voreilige Pläne
- Die Sprache der Tiere
- Die Stiefmutter und der Drache Jomandene
- Vom Vogel, der Milch gab
- Kambajez und der Drache
- Die sieben Schwestern
- Der treue Hund
- Vom Vogel Noch
- Der Wunderpfeil
- Wie das Leben durch die Welt wanderte
- Der Hammelkopf
- Gassier, der Held
- Der Riese Zom
- Die großen schwarzen Männer
- Das Schlangenmädchen
- Die mutterlose Mwila
- Der bestrafte Häuptling
- Au! und o weh!
- Die Räuber und die Nadel
- Die kluge Braut
- Drei Ratschläge

Märchen der Welt, Magnus-Verlag, Essen 1983, Roland W. Pinson.
- Der zauberkundige Gelehrte
- Ali und die Hexe
- Der Löwe und der Mensch
- Die Tötung der Greise
- Der Fuchs und das Wiesel
- Die geraubte Schwester
- Das Ungeheuer und das Kind
- Die böse Alte
- Die Landschildkröte und das Flußpferd
- Die Berufswahl
- Hyäne und Schakal
- Pech über Pech
- Der Knochenmond
- Spinnen
- Retter Hund
- Der Stiefsohn
- Der geprellte Löwe
- Vom Himmel kommst du
- Der Adler gibt und nimmt

Afrikanische Märchen. Fischer Taschenbuch Verlag, Frankfurt am Main 1969, Friedrich Becker (Hrsg.).
- Die Hyäne und das kluge Mädchen (Tschad, Ngambay)
- Der Fuchs und das Buschhuhn (Tschad, Kabalaye)
- Die Zaubertöpfe (Nigeria, Igbo (Ethnie))
- Die eifersüchtige Königin (Nigeria, Igbo (Ethnie))
- Warum man nicht lügen sollte (Nigeria, Igbo (Ethnie))
- Die unbekannte Welt (Nigeria, Igbo (Ethnie))
- Die undankbare Schildkröte (Nigeria, Igbo (Ethnie))
- Warum die Schildkröte einen genarbten Panzer trägt (Nigeria, Igbo (Ethnie))
- Warum der Kolibri der König der Tiere ist (Nigeria, Igbo (Ethnie))
- Warum der Albatros einen durchgebogenen Schnabel hat (Nigeria, Igbo (Ethnie))
- Das Märchen von Yinka, der inhändigen Frau des Königs (Nigeria, Yoruba (Ethnie))
- Das ächen von Atetola, der schönen Königstochter (Nigeria, Yoruba (Ethnie))
- Die kleine Kabenla (Ghana, Nzema (Volk))
- Die drei Teufel und der Jäger (Ghana, Akan)
- Der arme Jäger (Ghana, Akan)
- Warum man nicht alle Geheimnisse seiner Frau offenbaren soll (Ghana, Akan)
- Der Tod des Tyrannen (Ghana, Akan) (138)
- Warum einige Männer Haare auf der Brust tragen (Ghana, Akan)
- Warum die Spinnen immer in der Ecke sitzen (Ghana, Akan)
- Die Spinne und die Weisheit (Ghana, Akan)
- Warum das Huhn bei den Menschen wohnt (Ghana, Akan)
- Warum der Affe dem Menschen ähnlich ist (Ghana, Akan)
- Die Schildkröte und der Geier (Ghana, Akan)
- Der Löwe und der Hase (Ghana, Akan)
- Der Hase und der Ziegenbock (Guinea, Fulbe)
- Der Hase und der Elefant (Tansania, Sukuma)
- Der schlaue Hase (Tansania, Sukuma)
- Die hilfreiche alte Frau (Tansania, Sukuma)

## Ägypten
Alfred Wiedemann: Altägyptische Sagen und Märchen. Deutsche Verlagsactiengesellschaft, Leipzig 1906.
- König Cheops und die Zauberer (auch Wundergeschichten am Hofe des Königs Cheops und die wunderbare Geburt der drei Königskinder)[5]
  - Zweite Geschichte (auch Das verzauberte Krokodil)[6]
  - Dritte Geschichte (auch Das Türkisfischlein)[6]
  - Vierte Geschichte (auch Pharao Cheops und der Zauberer Djedi)[6]
- Der Schiffbrüchige (auch Der Seefahrer und die Insel der Wunder)[6]
- Die Abenteuer des Saneha (such Sinuhets Flucht und Rückkehr)[6]
- Das Märchen von den beiden Brüdern (auch Das Brüdermärchen[5] oder Die beiden Brüder)
- Der verwunschene Prinz
- Die besessene Prinzessin (auch Die wundersame Heilung der Prinzessin Bentresch)[6]
- Wie es Un-Amen auf seiner Reise erging
- Die wunderbare Einnahme der Stadt Joppe (auch Die Einnahme von Joppe)[5]
- Prinz Setna und das Zauberbuch (auch Der Zauberpapyrus)[6]
- König Rhampsinit und der Schatzdieb (auch Der Schatzräuber[6], Das Schatzhaus des Rhampsinit[5] oder Der Schatzdieb)

Enno Littmann: Arabische Märchen und Schwänke aus Ägypten. Verlag der Akademie der Wissenschaften und der Literatur in Mainz, Wiesbaden 1955.
- Die Geschichte von dein klugen Mohammed und von dem, was er mit der schönen Herrin erlebte
- Die Geschichte von dem Fischer und seinem Sohne, dem klugen Mohammed
- Die Geschichte von dem Fischer und seinem Sohne
- Die Geschichte von dom König, dem Bettler, dem Maultierreiter und dem Schneider
- Die Geschichte von dem Strolch und seinem Sohn
- Die Geschichte von der Kaufmannstoehter und dem Kadi
- Die Geschichte von der Prinzessin, die neununddreißig Menschen tötete
- Die Geschichte von dem Holzhauer und seinen Töchtern
- Die Geschichte von dem Manne, der schwanger wurde und gebar
- Die Geschichte von dem Kaufmann und seiner Frau und seiner Schwester, der Jungfrau Sabâh
- Die Geschichte von der Weiberlist
- Die Geschichte von der arabischen Häuptlingstochter und dem König
- Die Geschichte von dem Kadi und dem Jäger und dem Bäcker
- Die Geschichte von dem Kaufmann und der arabischen und der ägyptischen Frau
- Die Geschichte von der Kaufmannsfrau und dem alten Weibe
- Die Geschichte von der Alten, die den Teufel übertraf
- Die Geschichte von dem Barbier und dem Teufel
- Die Geschichte vom klugen Hasan und seiner Frau
- Die Geschichte von den sieben Frauen, die mit ihren Männern unglücklich waren
- Die Geschichte von den drei unglücklichen Frauen
- Die Geschichte von dem Floh und der Laus

Weitere Bücher
Die Märchen der Weltliteratur – Altägyptische Märchen. Eugen Diederichs Verlag, Düsseldorf/Köln 1963, E. Brunner-Traut (Übert. und Bearb.).
- Hirtengeschichte
- Wahrheit und Lüge
- Tiermärchen
- Der Katz-Mäuse-Krieg
- Die Vernichtung des Menschengeschlechts und die Erschaffung des Himmels
- Das unersättliche Meer
- Die wunderbare Geburt des Gottkönigs
- Der Osirismythos
- Der Streit zwischen Horus und Seth
- Isis sucht Herberge
- Die Sonne stehet still
- Die List der Isis
- Die Sonnenkatze wird heimgeholt
- Der Streit zwischen Kopf und Leib
- Die Schwalbe und das Meer
- Geiermutter und Katzenmutter
- Der Seh-Vogel und der Hör-Vogel (auch Das allessehende Geierweibchen und das alleshörende Geierweibchen)[6]
- Der Löwe und die Maus (auch Vom Löwen)[6]
- Der König der Löwen
- Der Kläger von Memphis
- Der Streit zwischen Apophis und Sekenenrê
- König Amasis und der Schiffer
- Der Schuh der Rhodopis
- Der Trug des Nektanebos
- Das Gespenst
- Die Erzählung von Seton Chaemwese und von Ni-noferka-Ptah und Ahwere, seiner Frau, und Merib, ihrem Sohn
- Si-Osire führt seinen Vater Setom Chaemwese in die Unterwelt und besiegt die äthiopischen Zauberer
- Die Jugendgeschichte des Si-Osire
- Hi-Hor der Zauberer. Aufzeichnung von Hi-Hor, dem Zauberer des Königshauses
- Die Höllenfahrt des Paulus
- Der Zauberring und die Wundersäule
- Rätsel der Königin von Saba an König Salomon
- Theodosios und Dionysios

Ägyptische Märchen. Verlag Werner Dausien, Hanau 1987, nacherzählt von Jiří Tomek.
- Das falsche Urteil
- Lotos Papyrus
- Wie ein Bauer Pharao wurde
- Sieben Hungerjahre
- Der beredte Fellache
- Der heldenhafte Pharao
- Der Prinz und das Schicksal
- Von den zwei Schakalen
- Das Geierweibchen und die Katze
- Der Weg ins Reich der Toten
- Der versiegelte Brief
- Wie der schlaue Wesir den Pharao besiegte
- Wie die Mäuse Ägypten retteten
- Die schöne Sklavin und der Pharao

Das Herz der Sterne. Corvina Verlag, 1968, Gyula Ortutay.
- Die Geschichte vom klugen Mohammed

## Algerien
Die Märchen der Weltliteratur – Märchen der Kabylen. Eugen Diederichs Verlag, Düsseldorf/Köln 1967, Leo Frobenius (Samm.) und Hildegard Klein (neu Hrsg.).
- Die Ureltern der Welt und die primitive Amazonenmythe
- Der erste Anbau der Feldfrüchte
- Der Urbüffel und die Entstehung der wilden Tiere
- Die Entstehung der Schafe und die Gliederung des Jahres
- Der Ursprung von Sonne und Mond
- Der erste Streit und die Entstehung der Völker
- Der Tod der ersten Mutter der Welt und der Frost des Januar
- Das Weltbild und der Weltbaum
- Die sieben Schwestern
- Die Grabwache
- M´hammed, der Eselsköpfige, bei den Wuarsen
- Die undankbare Frau
- Odyssade
- Weizenkorn und Teriel
- Fingernagel
- Der Drachenkampf
- Wettverwandeln
- Die Stiefkinder
- Die Zauberflöte
- Der singende Vogel
- Der Sohn der Teriel
- Die hilfreichen Tiere
- Die Prinzessin und die sieben Brüder
- Der Unscheinbare
- Der Schakal und die Lerche
- Der Schakal und die Wildsau
- Der Schakal und der Löwe
- Die drei Wünsche des Schakals
- Die Schönheit des Rebhuhns
- Der Igel und der Eber
- Die trauernde Laus
- Die Kluge
- Weiberlist
- Die Zahl der Esel
- Der Fünfzigtöter
- Die Tochter des Agellid
- Der Schürzenjäger
- Said zerstört Mohammeds Vermögen
- Das Glück des Toren
- Djeha

## Angola
Die Märchen der Weltliteratur – Märchen der Bantu. Eugen Diederichs Verlag, Düsseldorf/Köln 1980, Almut Seiler-Dietrich (Hrsg. und Übers.).
- Der junge Leopard und der junge Ziegenbock (Mbaka)
- Die Namen der vier Schwager (Mbaka)
- Der Korb (Mbaka)
- Nzuas Bündnis mit den Tieren (Mbaka)
- Ngana Fenda Maria (Mbaka)
- Ndala rettet seinem Vater das Leben (Mbaka)
- Der Rechtsstreit zwischen Leopard und Antilope (Mbaka)
- Der Schmied und die Krähen (Mbaka)
- Elefant und Frosch (Loanda)
- Nianga dia Ngenga und der Leopard (Mbaka)
- Die beiden Freier (Mbaka)

Der Streit mit Kalunga – Märchen aus Angola. Gustav Kiepenheuer Verlag, Leipzig und Weimar 1986, Christa Serauky (Hrsg.).
Märchen der Bakongo
- Warum es Schwarze und Weiße gibt
- Brüder
- Das Zauberkind
- Die Kröte und der Milan
- Die Geschichte vom Rebhuhn und vom Chamäleon
- Der Streit zwischen Leopard und Krokodil
- Der Leopard und die Gazelle
- Der dumme Ehemann
- Die Geschichte von Mpala

Märchen der Tschokwe und Lunda
- Dankbarkeit
- Mukongwa-Ndumba
- Unbedachte Liebe
- Die singende Trommel
- Die beiden Yihelami
- Der König und sein Untertan
- Der undankbare Mensch
- Der Mond und die Sonne
- Falscher Ehrgeiz
- Der Dummkopf und die Ungeheuer
- Wie das Ungeheuer besiegt wurde
- Die Frau und der Erdnußstrauch
- Der Löwe und der Hase
- Die zwei Brüder
- Der Mann, die Frau und die Schlange
- Der Sklave und das Vögelchen
- Papagei und Gazelle auf Brautschau
- Die Hyäne und der Mensch
- Das listige Kaninchen
- Die Zauberin
- Lügen ist häßlich
- Der Falke und der Papagei
- Die zwei Männer und die Geister

Märchen der Ambundu
- Der Medizinmann im Reich des Kalunga
- Der Streit mit Kalunga
- Die Mädchen und die Kixis
- Nzuá dia Kimanaueze
- Kianda und die junge Frau
- Wie Affe und Hase den Leoparden überlisten
- Die vier Kinder
- Sudika-Mbambi
- Die vier Uouas
- Wie der Frosch Kimanauezes Sohn zur Frau verhalf
- Der Hund und der Schakal
- Der Hase und der Leopard
- Warum es Hausschweine gibt
- Der junge Mann und der Fluß
- Der undankbare Leopard
- Die Menschen und die Schildkröte
- Das Rebhuhn und die Schildkröte
- Zwei Männer und eine Frau
- Die Löwen und Kimona-Ngombe
- Der Frosch und seine zwei Frauen
- Wie das Zicklein den Leoparden überlistete
- Samba überlistet die Kixis
- Der Fuchs und der Maulwurf
- Hahn und Fuchs
- Nianga und seine Hunde
- Die Jungverheiratete und ihre Schwäger
- Von der Frau, die nur Fisch essen wollte
- Die treuen Hunde
- Der Löwe und der Wolf
- Der Schmied und die Krähen
- Der Hund und die Eidechse
- Der Elefant und der Frosch
- Der junge Mann und der Schakal
- Vergebliches Jagdglück
- Der Schakal und der Hase
- Die Freundschaft ist so stark wie ein Löwe
- Der Streit zwischen Leopard und Gazelle
- Warum der Hund nicht König wurde

Märchen der Ovambo und Ovimbundu
- Die Lieblingsfrau
- Nambaisita, der sich selbst erschuf
- Der junge Mann und die Kixis
- Enkembe
- Der Streit zwischen dem Kafifi und der Hyäne
- Die Geschichte von Feti und Choya
- Warum Sühneopfer gebracht werden
- Die Zicklein und die Leoparden
- Die Kröte und das Ei
- Großmutter und die Laus
- Der Löwe und der Hase
- Von den beiden Männern, die sich neue Namen gaben
- Das Rebhuhn
- Der Elefant, die Schildkröte und die anderen Tiere
- Der Löwe und das Mäuschen
- Die Heuschreckenwolke

Das Herz der Sterne. Corvina Verlag, 1968, Gyula Ortutay.
- Der Mann und die Schildkröte
- Der Fuchs und der Maulwurf
- Wie der Hund König werden sollte
- Kingungu Njila und Ngundu Ndala
- Der Leopard, der Affe und der Hase
- Der Elefant und der Frosch
- Der Leopard und die anderen Tiere

## Äthiopien
Die Märchen der Weltliteratur – Märchen aus Äthiopien. Eugen Diederichs Verlag, München 1992, C. Detlef G. Müller (Hrsg.).
- Abessinien
- Die Geschichte von Äksum
- Der König Ärwē
- Die Geschichte des Drachen
- Die Geschichte vom Drachen
- Der Schlangenkönig und seine Schwester
- Die Ebene Ḥäṣäbo
- Äbba Gärima
- Das Wesen der acht Länder Äthiopiens
- Die Geschichte von der Königin von Saba in der Überlieferung von Äksum
- Die Ankunft der Bundeslade in Äksum
- Salomon und die Königin von Saba
- Menilek
- Wie Ebnä Elhäkim die Bundeslade stahl
- Der erste Krieg des Königs von Äthiopien
- Die Geschichte vom König Kalēb
- Säyfä Är ad
- Die Mauer von Ḥärär
- Aḥmad Ibn Ibrāhim al-Ġāzi, der Linkshändige
- Das Schaf des ’Aṣē Bākafa aus dem Reich Äthiopien
- Der listige Student
- Die Sprache der Tiere
- Der Schulmeister, die Hühner und die Schüler
- Die später Rache eines Hundes
- Der Hund und sein Bild im Wasser
- Der Hund und der Knochen
- Die Geschichte von den Mäusen
- Die unglückliche Maus
- Der Mäuserat
- Die Geschichte von der Maus und von der Kröte
- Die hungrige Ratte
- Die Hausratte und die Feldratte
- Die Geschichte der Spinne
- Der Junge und der Skorpion
- Die Biene und der Affe
- Sieben Löwen und ein Ochse
- Der Löwe und der Affe
- Der Löwe, die Hyäne und der Schakal
- Löwe, Hyäne und Schakal auf der Jagd
- Der Schakal und der Löwe
- Das Keuchel, der Schakal und der Löwe
- Der Hase, der dem Löwen gleichen wollte
- Die Geschichte von dem Löwen und dem Mistkäfer
- Die Geschichte vom Mistkäfer und der Spinne
- Der Hase und die Erde
- Gottes Wille geschehe
- Die Gabelweihe und der Hase
- Der am Schwanz ergriffene Leopard
- Der Leopard, die Ziege und der Kohlkopf
- Das Junge des Leoparden und das Junge der Ziege
- Die Geschichte einer Antilope
- Die Äffin als Gemahlin des Siebenhorns
- Die Affenmutter und ihre Tochter
- Das Rabenjunge
- Das Affenweibchen als Bäuerin
- Der Schreiber und der Affe
- Die Geschichte der Affen und ihr Grabgesang
- Zwei Katzen und ein Pavian
- Der Mann und die Schlange
- Der Wanderer und die Hyänen
- Der Schläfer und die Hyäne
- Die Hyäne als Gast
- Der Mann und die Hyäne
- Die gierige Hyäne
- Die Hyäne, der Schakal und der Affe
- Die Hyäne und der Esel
- Die Esel kondolieren den Hyänen
- Die Hyäne und der Esel
- Die Geschichte der Hyäne
- Der Schakal und der Raubvogel
- Die Geschichte vom Schakal und vom Geier
- Der Schakal und der Rabe
- Der Rabe und der Schakal
- Die Vorsicht des Schakals
- Der Schakal als Büßer
- Der Esel, der Wolf und der Schakal
- Die Geschichte der Aloë
- Die Eisenwerkzeuge und die Bäume
- Die Erzählung von Rhampsinit, dem König von Ägypten
- Die Geschichte der Tochter des Königs
- Das Urteil eines klugen Königs
- Das Urteil des Königs Unverstand
- Das Urteil eines Königs
- Die zweite Geschichte vom König Unverstand
- Vom König und vom Philosophen
- Der Ratgeber zweier Könige
- Der Kammerdiener des Königs und der Intrigant
- Der Däğğač G äschu und sein Diener
- Ein Sklave überbringt eine schlechte Nachricht
- König Śahlä Śellasē und Ṁartin
- Der Mönch und der Soldat
- Zwei Geschichten von dem Bauern und den Soldaten
- Der Erzengel Uriel auf dem Flug über Äthiopien
- Die Geschichte des Heiden
- Das Wunderkind
- Das Leben Täklä Haymanots
- Der Preis der Liebe
- Ein Ehehindernis
- Das Hochzeitsmahl
- Ein dummer Mann und eine kluge Frau
- Die Geschichte einer dummen Frau
- Der Jäger und seine Frau
- Die Geschichte eines Blinden und seiner Frau
- Die Geschichte von der Frau und den Räubern
- Die naschhafte Frau und der unverschämte Student
- Die Gattin, der Gatte und der Liebhaber
- Die Verschlagenheit einer Ehebrecherin
- Die Rache des verratenen Ehemannes
- Die vergebene Mühe einer Frau
- Die Frauen, die Männer und der Dämon
- Die Geschichte vom Sohn der zänkischen Frau
- Das Narrenpaar
- Die zwei Stieftöchter
- Die Geschichte eines Mannes, der ängstlich auf die Wahrheit achtete
- Der Magen und die anderen Sinnesorgane
- Hochmut kommt vor dem Fall
- Der verzogene Hund
- Der bescheidene Reiche
- Der schwachsinnige Arme und die Reichen
- Das geizige Ehepaar und der Gast
- Die Geschichte von einem geizigen Reichen
- Der bestrafte Betrug
- Der Neid ist vorherbestimmt
- Der Reiche und der stolze Diener
- Vom reichen alten Mann
- Der Reiche und der Tod
- Die Geschichte von den zwei Schlauen
- Die beiden schlauen Bauern
- Das Urteil des Menschen ist eitel
- Die Geschichte von den dummen Kaufleuten
- Der Furchtsame und die Furt
- Der Student als Prahlhans
- Der geübte Dieb und sein Schüler
- Die dumme Unterländerin
- Der Zudringliche
- Die drei Schiedsrichter
- Die Geschichte eines tauben Richters und zweier tauber Menschen
- Der bestechliche Richter
- Die weise Antwort eines Gelehrten
- Der fehlende Erbe
- Der Junggeselle und der Philosoph
- Acht Brüder in der Zeit der Teuerung
- Der erfüllte Traum
- Der Philosoph und der Ratsuchende
- Die drei Philosophen
- Die Geschichte von den Leprakranken
- Die Geschichte eines Bauern
- Die Getreidewächterin
- Der Überlebende
- Der freche Diener
- Die zwei Sklaven
- Die ungelegene Antwort eines Sonderlings
- Der ungeschickte Tröster
- Die Schüler und die Nadel
- Der mildtätige Gastgeber und der Blinde
- Der Zwiebeldieb
- Der Lahme und der Blinde
- Ein leichtsinniger Mensch kann eher eine große und schwere Mühle tragen, als eine Sache bei sich behalten
- Ein Landmann macht sich lächerlich
- Der enttäuschte Landwirt
- Der Zwerg und seine Brüder
- Der gefräßige Gast
- Die Geschichte von den zwei Brüdern
- Geistesgegenwart
- Drei Toren
- Die Verschlagenheit Satans
- Der Spaßvogel
- Die Töpferin
- Der Aläqa und seine Frau im Hause
- Das vertauschte Baby
- Ein Genießer
- Die mit Asche beschmutzte Schülerin
- Der verspottete Eselstreiber
- Heimweh
- Gutes Essen und Trinken hält Leib und Seele zusammen
- Rettung vor Räubern
- Die Rache des Aläqa Gäbre-Hanna
- Das wunderbare Minarett
- Die wunderbare Reise des Au Bahár

Das Herz der Sterne. Corvina Verlag, 1968, Gyula Ortutay.
- Der Dorfheld
- Das Urteil des Windes
- „Genug!“
- Was der Esel verbrochen hat
- Feuer auf dem Berggipfel
- Der pfiffige Hase und der einfältige Löwe
- Eigal, der fürchterliche Krieger
- Wie der Mäuserich eine Braut bekam
- Der Ziegenbrunnen
- Wie der Schakal recht bekam
- Der törichte Holzfäller

## Benin
Die Märchen der Weltliteratur – Westafrikanische Märchen. Eugen Diederichs Verlag, Düsseldorf/Köln 1975, Ulla Schild (Hrsg. und Übers.).
- Eine Frau für einen Kauri (Fon)
- Falsche Freundschaft (Fon)
- Die Antilopenfrau (Fon)
- Sonne und Mond (Ewe)

Das Herz der Sterne (Dahomey). Corvina Verlag, 1968, Gyula Ortutay.
- Das Märchen vom Prinzen Safudu Kwaku
- Weshalb der Affe auf dem Baum wohnt

## Berber
Die Märchen der Weltliteratur – Märchen der Berber. Eugen Diederichs Verlag, Köln 1986, Uwe Topper (Hrsg. und Übers.).
Zaubermärchen
- Der Riese
- Das Wasser, das nicht vom Himmel herabfällt und nicht aus der Erde entspringt
- Der Händler, der Ifrit und die drei Alten
- Prinz Mohammed, der die Tochter des Nomadenfürsten raubte
- Achmed Unamir und das Engelmädchen
- Der weiße und der schwarze Königssohn
- Der weiße und der schwarze Vogel
- Aggelamusch
- Die Frau, die von einem Djinn geraubt wurde
- Der Mann mit dem Pfeifchen
- Die Tochter des Djinn
- Der Djinn von Imzuwurt
- Die Negerin mit den beiden Garnbällen
- Die beiden Geschwister und der Ifrit
- Der Mann, der Bohnen pflanzen sollte
- Der Vogel, der goldene Eier legte

Schwänke und Fabeln
- Der Mensch und der Riese
- Der Goldmacher
- Der Bauer und der König
- Der Fischer und der König
- Die kluge Sklavin
- Der weise Arzt
- Ein weiser Rat
- Das große Erbe
- Die Heilung des Geizigen
- Der Kadi und der Jäger
- Das seltsame Brautgeld

Schildbürger und Eulenspiegel
- Der Sultan und die Berber
- Der Koranlehrer bei den Berbern
- Die Söhne des Geizes
- Das magische Fell

Geschichten von der Macht der Frauen
- Die Macht der Frauen I und II
- Lalla Marnia
- Prinzessin Gazelle
- Die trickreiche Aischa
- Das liebende Weib
- Das Zauberkuskus
- Die arme Frau und die Riesin
- Die listigen Frauen
- Wie der Knecht sich einmal satt aß
- Der Ehebruch
- Die schöne Frau

Tiergeschichten
- Die beiden Brüder und ihre Kuh
- Der Igel und der Schakal
- Der Lauf der Welt
- Die Stieftochter und der Igel
- Die Schildkröte
- Woher die Störche kommen
- Warum die Esel weiße Mäuler haben
- Wie die Heuschrecken entstehen

Von Anfang und Ende der Welt – Mythische Geschichten
- Vom Weltenbeginn
- Von der Vergänglichkeit der irdischen Güter
- Der Schneider in der glücklichen Stadt
- Aatiallah
- Die beiden Brüder
- Der Höchste Name Gottes
- Der Heilige im Paradies
- Unser Herr Chadir
- Djujdumadjuj
- Der rote Drachen des Dudjän
- Vom Weltende
- Eine Weissagung
- Das Tor der Verzeihung steht noch offen!

## Botswana
Die Märchen der Weltliteratur – Märchen der Bantu. Eugen Diederichs Verlag, Düsseldorf/Köln 1980, Almut Seiler-Dietrich (Hrsg. und Übers.).
- Der böse Hase (Tete)

## Burkina Faso
Die Märchen der Weltliteratur – Westafrikanische Märchen. Eugen Diederichs Verlag, Düsseldorf/Köln 1975, Ulla Schild (Hrsg. und Übers.).
- Die drei Freunde (Mossi)
- Der Ehrliche und der Lügner (Mossi)
- Die Liebe der vier Ehefrauen (Mossi)
- Ntji, der Schlangentöter (Bambara)
- Die drei Brüder (Mossi)
- Die Beerdigung des Mundes (Gurma)
- Iblis (Bambara)
- Das wunderbare Wasser (Mossi)
- Die Geschichte vom Ameisenlöwen (Mossi)
- Der Sohn des Hasen (Mossi)
- Wie die Hyäne ihre Mutter verkauft (Bambara)
- Die wunderbare Hirse (Mossi)

## Elfenbeinküste
Die Märchen der Weltliteratur – Westafrikanische Märchen. Eugen Diederichs Verlag, Düsseldorf/Köln 1975, Ulla Schild (Hrsg. und Übers.).
- Der Drache aus dem schwarzen Fluß
- Wie Spinne zum Insekt wurde (Baule)
- Spinne, der Himmel und der Tod (Baule)
- Spinne und die Schildkrötenprinzessin (Yakuba)
- Der Hase und die Prinzessin

## Gabun
Die Märchen der Weltliteratur – Märchen der Bantu. Eugen Diederichs Verlag, Düsseldorf/Köln 1980, Almut Seiler-Dietrich (Hrsg. und Übers.).
- Die Erschaffung der Menschen (Fang)

## Ghana
Toni von Held, Märchen und Sagen der afrikanischen Neger. Schmidt, Jena 1904.
- Warum der Mensch stirbt (Goldküste)

Weitere Bücher
Die Märchen der Weltliteratur – Westafrikanische Märchen. Eugen Diederichs Verlag, Düsseldorf/Köln 1975, Ulla Schild (Hrsg. und Übers.).
- Die Zauberpalme (Aschanti)
- Kind-Kwasi-Gyinamoa (Aschanti)
- Der kluge Dummkopf (Aschanti)
- Yenga Naa (Wala)
- Spinne auf Fischfang (Aschanti)
- Verstand siegt über Stärke (Wala)
- Wie der Tod in die Welt kam (Aschanti)
- Wie der Tod in die Welt kam (Krachi)
- Warum Gott so weit weg ist (Aschanti)
- Wie die Weisheit unter die Menschen kam (Aschanti)
- Wie die Blindheit in die Welt kam (Krachi)
- Wie die Krabbe ihren Panzer bekam (Aschanti)

Das Herz der Sterne. Corvina Verlag, 1968, Gyula Ortutay.
- Warum die Wildtauben weinen
- Der Spinnenvater und sein Sohn
- Warum das Chamäleon seine Farbe wechselt
- Der Kleinste ist der Klügste
- Weshalb die Fledermaus mit dem Kopf nach unten hängt
- Warum der Leopard die Gazelle frißt
- Die Geschichte vom Tausendfüßler und seinen tausend Füßen
- Niamye und das Froschmädchen
- Das Wildschwein und der Elefant
- Die Geschichte von dem Mann, der die Sprache der Tiere verstand
- Woher der Krebs seinen Panzer hat

## Guinea
Die Märchen der Weltliteratur – Westafrikanische Märchen. Eugen Diederichs Verlag, Düsseldorf/Köln 1975, Ulla Schild (Hrsg. und Übers.).
- Der Ochsenschwanz (Ngere)

Das Herz der Sterne. Corvina Verlag, 1968, Gyula Ortutay.
- Wie Aromo mit seiner Frau entkam
- Der Krieg der Tiere
- Sonne, Mond, Kälte und Wärme
- Der Hase und das Tauziehen
- Heute mir, morgen dir
- Die Spinne und der Vogel
- Der Junge, der in die Welt zog
- Der Ziegenbock und der Widder
- Die Kulementis
- Die Spinne, das Chamäleon und der Acker
- Der Ziegenbock und die wilden Tiere

## Kamerun
Toni von Held, Märchen und Sagen der afrikanischen Neger. Schmidt, Jena 1904.
- Der Hase und die Schildkröte (Kamerun)

Weitere Bücher
Die Märchen der Weltliteratur – Märchen der Bantu. Eugen Diederichs Verlag, Düsseldorf/Köln 1980, Almut Seiler-Dietrich (Hrsg. und Übers.).
- Das Ohrenschmalz und der Moskito (Duala)
- Das Chamäleon (Duala)
- Tischlein deck dich – Knüppel aus dem Sack (Ekoi)
- Die Frau aus der Mpondo (Duala)
- Eine Geschichte von der Schildkröte (Jaunde)

Die Märchen der Weltliteratur – Westafrikanische Märchen. Eugen Diederichs Verlag, Düsseldorf/Köln 1975, Ulla Schild (Hrsg. und Übers.).
- Der Freier und die Hyäne (Fulani)

Der dankbare Affe – Märchen aus Kamerun. Gustav Kiepenheuer Verlag, Leipzig und Weimar 1990, Cornelie Kunze (Hrsg.).
Märchen der Fang
- Sonne, Mond und Sterne
- Von Nsambe und seinen sieben Söhnen
- Wie der Regenbogen entstand
- Die Zauberschachteln
- Die schöne Meküküi
- Der verdoppelte Vater
- Bingo
- Vom zauberkundigen Zwilling
- Wie die Schildkröte Nsambes Tochter rettete
- Wie die Krankheiten zu den Menschen kamen
- Fang keinen Streit an
- Die bösen Schwestern
- Mangama und Otetek
- Der Eifersüchtige und der Menschenfresser
- Die Elefantenfrau
- Akulenzame, der Mann mit dem Sack
- Angonzing und Ndongmba
- Die drei Söhne Adas

Märchen der Kundu, der Kpe und der Duala
- Wie Tuba Mbange geboren wurde und schon als Säugling seiner Mutter Fleisch heimbrachte
- Wie man Tuba Mbange beim Pflaumenstehlen erschoß und er wieder lebendig wurde
- Wie Tuba Mbange in die Himmelsstadt ging und dort getötet wurde
- Zwei Mütter und ein Kind
- Die böse Schwiegermutter
- Limunges Heirat
- Der Junge und das Zaubervögelchen
- Chamäleon und Gecko
- Von den zwei Brautleuten
- Wie die Schildkröte zu ihrer schönen Frau kam
- Wie sich die Vögel einen König wählten
- Vom Papagei, der die Kinder des Turakos stahl
- Kolibri und Webervogel
- Warum die Fliegen keinen Schwanz haben
- Wie Tausendfüßer und Spinne über die Menschen denken
- Das Ohrenschmalz und der Moskito
- Die Frau aus der Mpondofrucht
- Vom Topf, der auf dem Kopf festsitzt
- Die Geschenke der alten Frau
- Der Mann, die Frau und der Edimo
- Der Mann Gottes als Meisterdieb
- Der Hund als Retter

Märchen der Ekoi und Nyang
- Die Pflanzentöchter
- Warum die Menschen so oft krank werden
- Warum der Osingbaum nur noch durch Zauber spricht
- Ada, der Waldgeist
- Warum ein Mörder auf die gleiche Weise wie sein Opfer sterben soll
- Wie das Haar sich rächte
- Sieben Jahre im Mutterleib
- Warum man Nkundakfedern trägt
- Wie Bäume und Tiere auf die Erde kamen
- Das Bußgeld des Stachelschweins
- Warum Hunde Stachelschweine jagen
- Zwei listige Freunde
- Der pfiffige Schuldner
- Warum das Schaf mit dem Kopf nickt
- Vom Mann, der die Sprache der Hühner verstand
- Kolibri und Elefantenkalb
- Amaranga
- Wie die Antilope Ndip Elefantenzahn heiratete
- Die Rohrratte und der Breibaum

Märchen der Bamum, Bali und Wute
- Die Schildkröte als Schnellläufer
- Warum man Fremden nicht trauen soll
- Die Brüder Mongwäd und Tengwäd
- Das Mädchen in der Trommel
- Vom Mädchen das einen Leoparden heiratete
- Der Schuster und die vierzig Räuber
- Warum Sonne und Mond einander meiden
- Warum der Leopard Ziegen frißt
- Wie es dem Leoparden erging
- Wie der Sporenkuckuck den Löwen beschämte
- Die gesattelte Hyäne
- Der Tukur und der Falke oder Lügen haben kurze Beine
- Das Mädchen und die Kröten
- Die zwei Hörner
- Der Mann und die Büffelfrau
- Der kluge Enkel
- Der gutmütige Junge und die zahnlose Alte
- Der dankbare Affe
- Das Mädchen und die bösen Liebhaber
- Wie der Kantschil durch List eine Braut erwarb und sie wieder verlor
- Wie der Tukur den Frosch um seine Beute bringen wollte
- Wie der Tukur den Leoparden überlistete
- Wie Manje zu ihrem Mann kam

Märchen der Gbaya und Kotoko
- Vom Blitz und seinen Söhnen
- Wie Jaadumdono den Büffel Gbatungbala erlegte
- Wie Uantus List fehlschlug
- Die Schildkröte mit Uantu bei den Geistern
- Ndangschum und seine Musik
- Uantu und der Büffeljäger
- Die verlorene Mahlzeit
- Die Hyäne und das Opfermahl
- Das Eichhörnchen als Richter
- Die drei Freier

Das Herz der Sterne. Corvina Verlag, 1968, Gyula Ortutay.
- Kang und Munga
- Die Schlange mit dem Edelstein

## Kenia
Toni von Held, Märchen und Sagen der afrikanischen Neger. Schmidt, Jena 1904.
- Goso (Mombassa)
- Der Hase, die Hyäne und der Löwe (Mombassa)

Weitere Bücher
Die Märchen der Weltliteratur – Märchen der Bantu. Eugen Diederichs Verlag, Düsseldorf/Köln 1980, Almut Seiler-Dietrich (Hrsg. und Übers.).
- Ratte und Katze (Kavirondo)
- Leopard und Hyäne (Kavirondo)

Das Herz der Sterne. Corvina Verlag, 1968, Gyula Ortutay.
- Der Ratgeber der Hyänen

## Kongo
Die Märchen der Weltliteratur – Märchen der Bantu. Eugen Diederichs Verlag, Düsseldorf/Köln 1980, Almut Seiler-Dietrich (Hrsg. und Übers.).
- Libanza (Upoto)
- Die Reise zur Sonne (Mbala)
- Die Suche nach dem Tod (Sakata)
- Warum die Menschen sterben (Mbala)
- Warum die Kröte keinen Schwanz hat (Mbala)
- Ziege, Löwe und Schlange (Basoto)
- Wie das Lebensglück verteilt wird (Nande)
- Die zwölf Kalebassen (Tshokwe)
- Der kluge und der dumme Hans (Yansi)
- Der Meisterdieb (Mbala)
- Kisonogo (Nande)
- Mbetu und die Hühner (Nande)
- Der Kopfmann (Dinga)
- Der Mann, der die Tiersprache verstand (Nande)
- Verlorenes Glück (Fiote)
- Der Zauberring (Nande)
- Die neugierige Frau (Nande)
- Die Frau, die keine Fischköpfe sehen konnte (Fiote)
- Der Mann, der das Auge mit seiner Frau teilte (Sakata)
- Wie Nsassi heiratete (Fiote)
- Das Erdnußfeld (Mbala)
- Wie die Spinne Nzambis Tochter gewann und wieder verlor (Fiote)
- Die Zwillingsbrüder (Fiote)
- Die drei Ehefrauen (Fiote)
- Mein-Schicksal-dein-Schicksal (Mbala)
- Schildkröte und Elefant (Lingala)
- Der Witzbold (Fiote)
- Der schlaue und der einfältige Bruder (Fiote)
- Der jüngere Bruder, der sich für klüger hielt als der ältere (Fiote)
- Küchenschabe zu verkaufen (Yansi)

Als das Buschferkel fliegen wollte – Märchen aus Zaire. Gustav Kiepenheuer Verlag, Leipzig und Weimar 1986, Wolfgang Hammer und Rainer Arnold (Hrsg.).
Märchen der Sanga
- Der Fischer und der Häuptling
- Das unlösbare Rätsel
- Der Schwiegersohn ohne Herz
- Der Rat des Vaters rettet vom Tode
- Der Zauberer und der Dieb
- Wie drei Brüder einen Häuptlingssohn vom Tode retteten
- In der Haut des Wasserbocks
- Nsingise und Ntamani
- Ein unmögliches Tabu
- Das Ende des Menschenfressers
- Ein Vater findet seinen Sohn
- Ratte, Kröte und Grille auf Brautschau
- Der mit nur einem und der mit den vielen Herzen
- Wie der Arme die Tochter des Herrschers bekam
- Das blinde Ehepaar
- Warum das Krokodil Menschen angreift
- Zu große Schönheit ist gefährlich
- Wie der Hase den Hund um die Königswürde brachte
- Gibt es wahre Liebe?
- Die kluge Häuptlingsfrau
- Die Schüsseln der Schlange
- Wie das Ungeheuer sein Ziel erreichte
- Der Junge mit dem Vogelei
- Das Antilopenjunge ohne Ohren
- Wie Mpikila das Ungeheuer tötete
- Die Frau, die nur Vogeleier aß
- Der Mann, der Fliegen aß
- Ina-Madimba
- Das gestohlene Obst
- Der Neid der Sitzengebliebenen
- Die Freundschaft zwischen Fisch und Wasser
- Die Freundschaft zwischen Affe und Krokodil
- Webervogel und Ziegenmelker heiraten
- Ein kleiner Vogel als Mordzeuge
- Mit einem Ungeheuer verheiratet
- Maßlose Rache
- Bwalya
- Der Waisenjunge am Teich der Toten
- Das Mädchen mit dem gefeilten Zähnen
- Der Meisterdieb
- Die Krabbe und die Welse
- Wie eine Frau um einen Vogel ihr Leben verlor
- Hase und Löwe im Baum der Blinden
- Der Trockenfisch
- Der ausgeliehene Körper
- Der blinde Vater als Retter
- Der Schlauberger und der Häuptling
- Die Bienen und der Honigspürer
- Der Wettstreit zwischen Milan und Honigspürer
- Die Rache des Honigspürers
- Wie es Mwenze bei den Lunda erging
- Wie der Hahn mit dem Krokodil verwandt ist
- Was im Busch geschieht, erzählt man nicht im Dorf
- Der großsprecherische Sohn
- Die Rohrratte als Kindermädchen
- Wie das Kind des Stelzengeiers starb
- Der Jäger und der Jagdgeist
- Die Freundschaft zwischen Elefantenspitzmausjäger und Perlhuhnjäger
- Vergeßlichkeit bringt einen ums Leben
- Mit Löwen im gleichen Hause
- Das Rebhuhn mit dem Löwen im gleichen Hause
- Wie der Hase das Stachelschwein übervorteilte
- Eine Familie, in der jeder nur an sich selber dachte
- Bestrafter Undank
- Woher kommt es, daß wir Wasser haben?
- Der Hase und das Mädchen, das keinen Mann wollte
- Wie holt man den Waran von der Palme herunter?
- Die Ziegendiebe
- Der Lügner und der Sklave
- Der Vogel als Salzspender
- Den Schlaf betrügt man nicht
- Der Besuch bei den Schwiegereltern von Mutombo Lawa-lawa
- Der Kampf zwischen Kröte und Schlange
- Wie ein Stummer sprechen lernte
- Vom Leoparden und seinen Neffen
- Wer hat den Vorrang, der Iltis oder die Ratte?
- Wie die Freundschaft zwischen dem Hasen und dem Löwen zerbrach
- Der Mäusehügel
- Zwei Männer und eine Frau
- Der eingeschnürte Mann
- Warum die Mücke immer ins Ohr sticht
- Es ist doch schwer, Kindern etwas beizubringen!
- Mannesmut
- Der Mann, der seine Frau kein Fleisch geben wollte
- Der Hase als Ziegenhirt
- Wie sich der Milan zerreißen ließ
- Den Leuten bleibt nichts verborgen
- Der mörderische Pfeil
- Wie der Hase seine Hacke versteckt hatte
- Der Ältesten Wort darf man nicht übertreten
- Die Frau, die nicht sprechen wollte
- Der Schuldige verrät sich selbst
- Warum der Löwe nur Erwachsene frißt
- Eile mit Weile
- Wie der Ball heiratete
- Wie der Hase Elefant und Krokodil tauziehen ließ
- Wer ist am verfressensten?
- Die Frau, die einen Aufruhr erleben wollte
- Das verschwundene Wild
- Wie Vater und Sohn es einander schwermachten
- Mukoshis seltsame Abenteuer
- Der Mann, der alles schon wußte
- Der ungetreue Schwager
- Wie ein kleiner Vogel den Löwen tötete
- Wie die Ginsterkatze die Schwester des Hasen heiratete
- Wie man die richtige Frau findet
- Die Rache des Mungos
- Warum die Fledermaus die Sonne haßt
- Wie die Freundschaft zwischen Schlange und Chamäleon endete
- Wie der Bock mit der Hyäne fertig wurde
- Die Söhne des Adlers
- Warum die Bachstelze in den Dörfern wohnt
- Wie ein Häuptling sich verhalten sollte
- Wie sich der Hase Fleisch verschaffte
- Der Ginsterkatze Glück und Ende
- Als das Buschferkel fliegen wollte
- Wie die Schildkröte es dem Affen heimzahlte
- Die Bedeutung der vier Haarbüschel
- Wie die Freundschaft zwischen Helmvogel und Waran ausging
- Wie die Schildkröten zusammenhielten
- Dank und Undank der Geretteten
- Wie ein Junge die Ungeheuer ausrottete
- In ein Krokodil verwandelt
- Die Eier der Gottesanbeterin
- Wie der Hase die Königstochter bekam
- Wie der Hase die Jungen der Löwin fraß

Das Herz der Sterne (Tanganjika). Corvina Verlag, 1968, Gyula Ortutay.
- Wie der Mensch lernte, Feuer zu machen
- Warum die Giraffe einen langen Hals hat
- Das Urteil des Häuptlings
- Die Riesenschlange
- Wie der Mensch daraufkam, Seewasser zu trinken
- Der bestohlene Dieb
- Der Tanganjikasee
- Der Schakal und das Nilpferd
- Wie das Licht entstand
- Weshalb das Krokodil keine Hühner frißt

## Liberia
Die Märchen der Weltliteratur – Westafrikanische Märchen. Eugen Diederichs Verlag, Düsseldorf/Köln 1975, Ulla Schild (Hrsg. und Übers.).
- Der Jäger und seine getreuen Hunde (Dan)
- Der Adler und der Waise (Vai)
- Die drei gefräßigen Freunde (Vai)
- Spinne und der Krieg (Vai)
- Spinne und Glühwürmchen (Dan)
- Die kluge Zwergantilope (Vai)

## Madagaskar
Toni von Held, Märchen und Sagen der afrikanischen Neger. Schmidt, Jena 1904.
- Die verlorenen Kinder Gottes (Madagaskar)
- Eine Geschichte der Neger von Damaraland (Madagaskar)
- Eine Erzählung aus Madagaskar (Madagaskar)

Weitere Bücher
Die Märchen der Weltliteratur – Märchen aus Madagaskar. Eugen Diederichs Verlag, München 1988, Moks Nasoloarisoa Razafindramiandra (Hrsg. und Übers.).
- Der Anfang der Menschheit
- Der Anfang des Todes
- Mann und Weib
- Sonne, Mond und Hahn
- Die Vazimba
- Ranoro, die Wasserfrau
- Mirimanana, der Entdecker der Blitze
- Das Urteils Zanaharys
- Nur der Kopf
- Der Holzmann
- Der faule Rakoto
- Imilasotry
- Fara, die Schöne
- Die Flucht der Rafara
- Ifantema aus Mandrehana
- Koto, der Dickbauch und Fara, die Schwächliche
- Königsschicksal
- Die fünf Prüfungen
- Kalobotry, der Seemann
- Der glückliche Fischer
- Balita und Batoto
- Die drei Freier
- Die Geschwister
- Die untreue Sklavin
- Der Sklave, der König wurde
- Der Lohn der Güte
- Imaitsoanala, die Grüne im Wald
- Der Alte mit den sieben Söhnen
- Der Zehnselige
- Koto und Faralahy
- Das Ei und der Gefräßige
- Wie Imahaka aus einer Biene einen Ochsen machte
- Die Abenteuer des Ikotofetsy
- Ikotofetsy und Imahaka
- Warum der Hund der Freund des Menschen wurde
- Mensch und Mücke
- Kuckuck
- Wildschwein und Chamäleon laufen um die Wette
- Wer ist der Wichtigste?
- Ibotity

Das Herz der Sterne. Corvina Verlag, 1968, Gyula Ortutay.
- Ikotofezi und Imahaka, die beiden Gauner
- Frau Gans Ivorombe
- Beandriake, der Seemann, der die Töchter des Königs rettete
- König Ravohimena oder die Zauberkörner
- Itoerambolafozi – das Mädchen, das auf einen Mann wartete
- Rafara, die Tochter des Wassers
- Ibotiti oder: Wer ist stärker?

## Malawi
Die Märchen der Weltliteratur – Märchen der Bantu. Eugen Diederichs Verlag, Düsseldorf/Köln 1980, Almut Seiler-Dietrich (Hrsg. und Übers.).
- Der Hase und der Elefant (Kalulu)

## Mali
Die Märchen der Weltliteratur – Westafrikanische Märchen. Eugen Diederichs Verlag, Düsseldorf/Köln 1975, Ulla Schild (Hrsg. und Übers.).
- Zwei Spitzbuben (Bambara)
- Doppelt betrogen (Fulani)
- Die Meisterdiebe (Fulani)
- Vier Meister (Bambara)
- Der tote Soldat (Dogon)
- Die drei Frauen (Dogon)
- Die drei leerausgegangenen Fischer (Bambara)
- Hase und Hyäne (Bambara)
- Wie der Tod in die Welt kam (Dogon)

Das Herz der Sterne. Corvina Verlag, 1968, Gyula Ortutay.
- Samba Gana
- Der unerschrockene Gossi
- Die kluge Hatumata Djaora
- Buge Korroba
- Samba, der Feigling
- Der Sänger und die goldenen Ringe

## Marokko
Das Herz der Sterne. Corvina Verlag, 1968, Gyula Ortutay.
- Der Holzhacker und der Kalif Harun al-Raschid
- Die Geschichte vom Sultan und seinen Söhnen

## Mosambik
Die Märchen der Weltliteratur – Märchen der Bantu. Eugen Diederichs Verlag, Düsseldorf/Köln 1980, Almut Seiler-Dietrich (Hrsg. und Übers.).
- Kalikalanje (Chinyasa)
- Die drei kostbaren Dinge (Yan)

Das Herz der Sterne. Corvina Verlag, 1968, Gyula Ortutay.
- Der gewitzte Freier
- Der Löwe und die Schildkröte
- Wie der Hase sein Glück machte

## Namibia
Die Märchen der Weltliteratur – Märchen aus Namibia – Volkserzählungen der Nama und Dama. Eugen Diederichs Verlag, Düsseldorf/Köln 1980, Sigrid Schmidt (Hrsg. und Übers.).
- Die verlorene Unsterblichkeit I
- Die verlorene Unsterblichkeit II
- Der Hase verwandelte das Essen in Steine
- Jeden Abend wird die Sonne geschlachtet
- Die Orion-Mythe oder Der Fluch der Frauen
- Heiseb und der Zauberer Duwuwuseb, der die Menschen in der Erde verschwinden ließ
- Heiseb und der Geizige
- Heiseb und der Mann, der sich selbst kochte
- Heisebs Kampf mit der Frau, die ihr Haus zu Stein werden läßt
- Heiseb wird zu einem toten Kudu und läßt sich schlachten
- Der Mann, der nicht wußte, wozu Frauen sind
- Heiseb und die Bienen
- Heiseb macht aus seinem Gehirn Veldkost
- Wie die Menschen der Urzeit zu Tieren wurden
- Heiseb raubt das Feuer vom Vogel Strauß
- Wie der Mensch das Feuer vom Löwen stahl
- Heiseb und die Frau! As, die seine Därme herauszog
- Heiseb wird von der Frau Dunkelheit eingesperrt
- Heitsi Eibeb überlistet den Löwen, seine Tochter zu töten
- Heiseb läßt sich begraben
- Heiseb und das Gemsbockkälbchen
- Heiseb und die Sonnenkinder
- Heiseb und die bösen Tiere
- Wie Heitsi Eibeb geboren wurde
- Heitsi Eibeb und seine Mutter
- Heitsi Eibeb wird zum Topf
- Heiseb und der Schakal in der Kalebasse
- Wie der Mensch der Herr der Welt wurde
- Der Kampf des Ersten Menschen mit dem Löwen
- Heitsi Eibebs Kämpfe mit dem Gama-gorib, !Hau-!gai- !gaib, Amab und dem Löwen
- Heitsi Eibeb und der Fliegende Löwe
- Heiseb und der Fliegende Löwe
- Die Eidechse jagt dem Löwen das Fleisch ab
- Vom Baum gestoßen
- Der Schakal wird als Stier geboren
- Der Schakal und die Sonne
- Der Schakal und das Sonnenschaf
- Der Schakal und der Mann mit den Augen auf den Füßen
- Der Schakal und der tote Mann mit dem Gewehr
- Der Schakal, die Eule und das Erdmännchen
- Der Schakal und der Waran
- Der gebratene Waran
- Der Schakal und die Hyäne stehlen Kühe von den Ameisen
- Der Silberschakal brennt den Löwen
- Der Löwe und der Schakal gehen auf Jagd
- Der Schakal macht den Löwen zu seinem Reittier
- Der kranke Löwe
- Der stürzende Fels
- Der Schakal wird an der Wasserstelle gefangen
- Der Schakal und das Stachelschwein
- Der Leopard will seine Schulden beim Schakal eintreiben
- Der Löwe verlangt die Kühe des Hasen
- Der Pavian und die Schlange
- Das Stachelschwein und der Leopard
- Der Schakal als Predikant
- Der Schakal wird Burs Kindermädchen
- Der Schakal, die Krähe und der Haifisch
- Die Sonne und das Pferd
- Der Elefant und der Regen
- Die Schildkröte und der Elefant
- Der Elefant und das Erdmännchen
- Der Wettlauf vom Strauß und der Schildkröte
- Der Löwe und der Strauß
- Der Löwe und der Pavian
- Der Kampf des Zebrahengstes mit dem Pavian
- Der Hund und der Hase
- Die Zebrastute und die Gemsbockkuh
- Die Biene und die Fliege
- Das Mädchen, das unter die Springböcke heiratete
- Die Frau und die Elefanten
- Die Giraffe, die den Schakal heiratete
- Die beiden Jungen, die zu Elefanten wurden
- Die Tochter von Feuer und Regen
- Das kluge kleine Mädchen und die Riesenschlange
- Das kluge kleine Mädchen und die Mörder im Veld
- Der Löwe in Frauengestalt
- Bruder und Schwester
- Das Mädchen im einsamen Haus
- Der Menschenfresser
- Der Menschenfresser und die Frau, die ihr Kind mit ihrem eigenen Fett fütterte
- Das kluge kleine Brüderchen
- Die Menschenfresserin, Aga-abes und die Zwillingsbrüder
- Das sprechende Horn
- Das Kind und der Menschenfresser
- Die Menschenfresserin kratzt der jungen Frau das Steißfett aus
- Das Ehepaar tanzt den Menschenfressern etwas vor
- Die Menschenfresserin in Hundegestalt
- Die Menschenfresserfrau, die ihres Mannes Tassen zerschlug
- Der Mann im Regen
- Die Frau, die mit einem Menschenfresser verheiratet war
- Der Menschenfresser und die Frau, die so schön stank
- Der Menschenfresser trifft Augen-auf-den-Füßen
- Das Mädchen mit der Klippdachs-Magd
- Das Männchen, das nur einen Oberkörper hatte
- Der Waran und die Eidechse
- Das dumme Giraffenmädchen
- Die Jäger und die Springböcke
- Das Mädchen im Brunnen
- Das Mädchen im Baum
- Der eingegrabene Junge
- Die Kuh mit dem sechsstrichigen Euter
- Das Froschweib
- Die zwei Brüder
- Der dankbare Tote
- Die drei Wanderer
- Der dumme Jan und der schlaue Jan
- Das Mädchen, das nichts behalten konnte
- Die Herkunft der Dama
- Warum die Dama eine dunkle und die Nama eine helle Hautfarbe haben
- Warum die Nama Vieh haben, die Dama und Buschleute aber nicht
- Warum die Herero Vieh haben, die Dama aber nicht
- Die Dama und die Nama
- Die Dama, die sich in Krähen verwandelten
- Die Buschmannfrau, die zur Löwin wurde
- Der Löwe und der Buschmann
- Der Löwe und der kleine Dama
- Die Hyäne und der junge Mann
- Das Kind und die Elefanten
- Das Kind unter den Pavianen
- Wie die Paviane einen Verwundeten pflegten
- Der Leopardensohn
- Der sprechende Schädel
- Die Frau mit den vielen Ziegen
- Das Gespenst, das das Haira-Harz stahl
- Der Zweikampf am Oranje-Fluß
- Der Tote am Farmtor
- Der Menschenknochen am Wegrand
- Turos, die Regenkuh
- Has
- Der Kehr-Hase
- Die Große Schlange vom Oranje
- Wie die Schlange den leuchtenden Stein an den Kopf bekam
- Die fliegende Schlange
- Eine Schlange im Magen

Der Wolkenschmaus – Märchen aus Namibia. Gustav Kiepenheuer Verlag, Leipzig und Weimar 1987, Rainer Arnold (Hrsg.).
Märchen der San
- Von der Schlauheit des Honigvogels
- Woher Menschen und Tiere kamen
- Warum die San niemals so schlafen, daß ihnen der Mond ins Gesicht scheint
- Vom Mann, der sich von seiner Frau die Ohren abschneiden ließ
- Geschichte von dem jungen Mann, der im Schlaf von einem Löwen verschleppt wurde
- Wie sich Khagara und Xhaunu mit Blitzen bekämpften
- Der Wind
- Vom Mädchen und den Fröschen
- Die Geschichte von der Leopardenschildkröte
- Vom Löwen, der auf die Stimme der Straußes eifersüchtig war
- Vom Vogel Nerru und seinem Ehemann
- Von der Frau, um die der Regen in der Gestalt eines Bullen warb
- Die Rache der Hyäne
- Maurerwespe und seine Frau
- Die Wiederkehr des Straußenvogels
- Dhi-Kherreten, die Löwin und die Kinder
- Von den Geiern, ihrer älteren Schwester und deren Mann
- Warum die San nicht mehr in Höhlen leben
- Warum es so viele Menschen gibt
- Die Frau und der Löwe
- Seit wann Männer und Frauen zusammen leben
- Wie der Löwe König der Tiere wurde
- Wer war der Dieb?

Märchen der Herero
- Die Alte, die die Kinder in den Sack steckt
- Kaare, der Dämon
- Die fliehenden Kinder
- Die Geschichte von Oanangwe
- Wie sich die Fuhrleute verirrten
- Hyäne und Schakal
- Wie das Korn entdeckt wurde

Märchen der Damara
- Aga Abes und ihre Mutter
- Eisib und Adaguseb
- Elefant und Schildkröte
- Geschenkt ist geschenkt
- Woher das Feuer kommt
- Vom Menschenfresser, der an der Wasserstelle Konas zu trinken pflegte
- Wie die Sonne an den Himmel kam
- Die große Schlange und das kluge kleine Mädchen
- Der gespaltene Berg
- Warum der Schakal auf dem Rücken einen schwarzen Fleck hat
- Der Elefant und der Regen
- Eisib und Kokawasib
- Der Regen und das Feuer
- Eisib und die Bienen
- Eisib und die bösen Tiere
- Der Menschenfresser, der Mensch und der Regen
- Vom kleinen Damara, der sich an die Beute des Löwen wagte

Märchen der Ovambo
- Über die ersten Menschen
- Vom Löwen und der schönen Frau
- Nandago, der Sohn des Mukuju, flieht
- Der Regen
- Die Hyäne und der Schakal
- Von Mpamba, dem Sohn des Mvula, und seiner Frau
- Mond und Sonne
- Von Mpamba Ishita
- Von der Herkunft der Menschen
- Nehoja, Ngandas Tochter
- Die Wasserschildkröte und der Schakal
- Vom Albino mit dem Sack

Märchen der Nama
- Gurikhoisibs Kampf mit dem Löwen
- Wie Heitsi Eibip mit Ghama Ghorib, Hanghaighaib, Amab und dem Löwen kämpfte
- Wie der Schakal entfloh
- Das verlorene Kind
- Schakal und Leopard
- Der fliegende Löwe
- Der Schakal als Bettler
- Von den Mädchen, die zum Kraal der Aigamuchafrau spazierengingen
- Die Frau in Löwengestalt
- Löwe und Strauß
- Der Schakal überlistet den Leoparden
- Leopard und Widder
- Der Schakal als Pferdehändler
- Eidechse und Löwe
- Der Schakal hat Schulden beim Pavian
- So lieb wie das Salz
- Der Rat des Schakals
- Die Aigamuchafrau und das Menschenkind
- Der Schakal als Dieb
- Der Sturz des Königs
- Der unverbesserliche Hirtenjunge
- Die Krankheit des Löwen
- Der Pavian als Hirte
- Giraffe und Schildkröte
- Das Urteil des Pavians
- Vom Ursprung des Todes
- Der Zauberer Heitsi Eibip
- Zwei Brüder
- Die Suche nach dem Dieb
- Der Schakal und der Hahn
- Der Löwe und der Pavian
- Die Hochzeit des Schakals
- Was beim Binsenschneiden geschah
- Die beiden Brüder, die ein Stück Kohle fanden
- Vom Mann, der vom Blitz erschlagen wurde
- Die Aigamucha und die Nama
- Die Schildkröten auf der Jagd nach Straußenvögeln
- Löwe und San-Mann
- Der Löwe in Frauengestalt
- Der Fischdiebstahl
- Die Schlange
- Warum leben Nama und San auf verschiedene Weise?
- Aigamuchamann und Schakal
- Die wunderbaren Hörner
- Der kluge Schakal
- Warum der Hase keinen Schwanz hat
- Der Löwe und der Schakal
- Der Zebrahengst
- Löwe und Schakal auf der Jagd
- Buschtaube und Reiher
- Vom Löwen, der sich für klüger hielt als seine Mutter
- Der Wolkenschmaus
- Die Niederlage des Löwen
- Vom weisen Mädchen und dem schlauen Einäugigen
- Der Rosinenbaumfruchtesser
- Wie Heitsi Eibip siegte
- Sonne und Pferd
- Vom Kupfer und dem Wetter
- Wie eine Namafrau den Elefanten überlistete
- Wie der Stock und der Schakal den Leoparden betrogen
- Biene und Fliege
- Was zur Essenszeit geschah
- Guiheb und Goaheb
- Schakal und Sonnenschaf
- Wie sich Heitsi Eibip in einen Stier verwandelte
- Vom Giraffenbaum, der Menschen tötet
- Das Mädchen aus der Aloe
- Vom Mädchen, das einen Mann vom Springervolk geheiratet hatte

Das Herz der Sterne (Südwestafrika). Corvina Verlag, 1968, Gyula Ortutay.
- Das wunderbare Ochsenhorn
- Das Herz der Sterne

## Nigeria
Die Märchen der Weltliteratur – Westafrikanische Märchen. Eugen Diederichs Verlag, Düsseldorf/Köln 1975, Ulla Schild (Hrsg. und Übers.).
- Das hochmütige Mädchen (Ibo)
- Der sprechende Hüftknochen (Haussa)
- Reicher Mann, armer Mann (Tiv)
- Die böse Stiefmutter (Haussa)
- Der gefräßige Kürbis (Haussa)
- Der Sohn und das Sklavenkind (Yoruba)
- Löffel Hilf mir und Peitsche Hau mich (Haussa)
- Der Sohn, der seinen Vater verschonte (Yoruba)
- Der Blinde und der Lahme (Edo)
- Die drei starken Männer (Haussa)
- Moremi (Yoruba)
- Ein-Mann-unter-Männern (Haussa)
- Der Jäger und seine Gläubiger (Ibo)
- Die betrogenen Liebhaber (Yoruba)
- Das schöne Mädchen und der Fisch (Yoruba)
- Der Schwur der Verliebten (Yoruba)
- Der eifersüchtige Ehemann (Haussa)
- Koki und Adi (Jukun)
- Die Zwillinge (Yoruba)
- Der Prinz in der Kugel (Edo)
- Die Palmölverkäuferin (Yoruba)
- Igioromi (Bini)
- Der Wettkampf der drei Brüder (Haussa)
- Spinne, Elefant und Nilpferd (Haussa)
- Spinne und die Krähen (Haussa)
- Sigo und die Schildkröte (Yoruba)
- Schildkröte und Eidechse (Yoruba)
- Schildkröte und Schnecke (Ibo)
- Schildkröte und die Ameisen (Ibo)
- Hahn und Hase (Tiv)
- Die Erschaffung der Erde (Yoruba)
- Warum der Himmel so weit weg ist (Bini)
- Sonne und Mond
- Sonne und Mond (Ekoi)
- Ogboinba (Ijaw)
- Wie die Männer in die Welt kamen (Ekoi)
- Wie das Feuer zur Erde kam (Ekoi)
- Der erste Regen (Ekoi)
- Sonne und Hahn (Calabar)
- Wie die Menschen Kniescheiben bekamen (Ekoi)
- Schildkröte und Schwein (Calabar)
- Wie der Leopard zu seinen Flecken kam (Yoruba)
- Wie das Wiesel zu Verstand kam (Kanuri)
- Warum das Buschhuhn den Morgen ankündigt (Ekoi)
- Warum das Nilpferd im Wasser lebt (Ibo)
- Wie die Schlange ihre Glieder verlor (Ekoi)

Osanyin überlistet die Schildkröte – Märchen aus Nigeria. Gustav Kiepenheuer Verlag, Leipzig und Weimar 1984, Irmtraud Herms (Hrsg.).
Märchen der Hausa
- Die Geschichte von Daura
- Was man von Sonne und Mond erzählt
- Warum der Hase flieht
- Warum die Menschen sterben
- Sheikh Dan Fodio und der Händler
- Der Dieb, der sich als Engel ausgab
- Warum es so viele Spinnen gibt
- Die beiden Diebe und der Emir
- Die Geschichte vom Esel und der Hyäne
- Die Ziege vertreibt mit ihrem Gesang die Hyäne
- Wie der Hase den Löwen tötete
- Bestrafte Gier
- Butulu oder Der Undankbare
- Die beiden Schurken
- Vorhersage
- Der Händler und der Stumme
- Die beiden Lügner
- Der Riese
- Ein Meister im Lügen
- Die List des Schakals
- Das Märchen von Auta
- Wie ein betrogener Malam die Spinne überall beliebt machte
- Dodo und seine Frau
- Die Geschichte vom Hasen und von den Hyänenkindern
- Der lachende Dritte
- Juyin-Gatan-Fara
- Wer übertrifft wen?
- Wie sich der Schakal an der Spinne rächte
- Die Frau, der Malam und der Büffel
- Die Geschichte vom Blinden und vom Sehenden
- Die Spinne, die Kronenkraniche und der Löwe
- Eine Geschichte von Lüge und Wahrheit
- Der Kamelbesitzer und die drei Jungen
- Die Geschichte vom Deckel und vom Topf
- Vom Blinden und vom Sehenden
- Die Spinne und der Malam
- Das Märchen vom Schakal
- Der betrogene Betrüger
- Die Geschichte vom Dieb und den beiden Bauern
- Der Medizinmann und sein schlauer Diener
- Die Geschichte von einem Schuldner und seinem Gläubiger
- Das Märchen vom reichen Sohn

Märchen der Efik, Ful und Kanuri
- Warum sich die Fledermaus schämt, am Tag gesehen zu werden
- Die hungrige Alte und die Mondfrau
- Warum Sonne und Mond am Himmel leben
- Die Geschichte von Blitz und Donner
- Warum die Fledermaus nur nachts fliegt
- Warum die Würmer blind sind, und warum der Elefant so kleine Augen hat
- Der Fisch und die Frau des Leoparden, oder: Warum der Fisch im Wasser lebt
- Warum die Fliegen die Kühe belästigen
- Warum das Flußpferd im Wasser lebt
- Wie König Udos Tochter den Geist betrügt
- Der König und der Spaßmacher
- Die beiden Gläubigen und der stinkende Fisch
- Die Hyäne erteilt dem Schakal eine Lehre
- Der Mann, der sich vor Dieben fürchtete
- Wie jedes Tier sein Teil Verstand erhalten hat
- Löwe, Hyäne und Schakal
- Der kluge Rat
- Schakal und Hund
- Die fromme Katze
- Das undankbare Krokodil

Märchen der Yoruba
- Die Erschaffung der Welt
- Die Erschaffung der gebrechlichen Menschen
- Die Herrschaft Oduduwas auf der Erde
- Taiwo und Kehinde
- Osanyin überlistet die Schildkröte
- Warum es Haustiere gibt
- Motinu und der Affe
- Wie die Schildkröte sich einmal selbst ins Unglück stürzte
- Das schöne Mädchen und der Fisch
- Die traurige Geschichte von der Kaulquappe
- Oniyeye und König Olu Dotuns Tochter
- Der Junge mit der Yamswurzel
- Die Schildkröte und das Tauziehen
- Der kluge Hund
- Oni und der große Vogel
- Der Stier und die Fliege
- Eintausendvierhundert Kauris
- Tintinyin und der König der Geisterwelt
- Der Holzlöffel und die Peitsche
- Der Araber und sein Kamel
- Orekelewa und der Bauer

Das Herz der Sterne (Nigerien). Corvina Verlag, 1968, Gyula Ortutay.
- Weshalb die Hyäne gescheckt ist

## Nubien
Die Märchen der Weltliteratur – Nubische Märchen. Eugen Diederichs Verlag, Düsseldorf/Köln 1978, Andreas und Waltraud Kronenberg (Hrsg. und Übers.).
- Die Geschichte von dem einen Piaster
- Die Ratschläge des Vaters
- Der Dank des Toten
- Die Wahrsagung aus den Gräbern
- Der Vater der Kalebasse
- Die Geduld
- Die Wand möge es bezeugen
- Die Freunde
- Prügel verhelfen zum Recht
- Die schöne Fatma
- Geschwisterehe
- Das Wunderpferd
- Der Goldschmied Hasan aus Basra
- Das Goldkätzchen
- Die Taube
- Der verkleidete Menschenfresser
- Der betrogene Itkal
- Ein Krokodil heiratet eine Frau
- Eine Mutter verheiratet ihre Tochter mit einem Flußgeist
- Das erloschene Feuer
- Die Hungersnot in Mahas
- Das Gelöbnis
- Der letzte Blutstropfen des Bruders
- Wie ein Skarabäus einen Menschenfresser überlistet
- Der grüne Vogel
- Die Kinder im Ofen
- Der Engel aus dem Osten und der Engel aus dem Westen
- Die Geschichte vom Engel, der Mensch wurde
- Die Prinzessin der Dunkelheit
- Die Eidechsenbraut
- Die Hennenfrau
- Die drei Gnadengaben
- Die unerwünschte Tochter
- Das Findelkind
- Die Töchter des Geiers
- Drei glühende Nägel im Herzen
- Fatma schön wie´s grüne Feld und die Schlauste auf der Welt
- Die Hirserispe
- Die ungetreue Schwester
- Die sieben Schwestern, sieben Räubern und sieben Prinzen
- Vom Säugling, der Milch aus seinem Daumen lutschte
- Abu Zeid el Hilali
- Der kluge Mohammed
- Ibrahim der Ritter
- Der dumme und der kluge Bruder
- Suba und Nuba
- Weiberlist und Männereinfalt
- Gleiches Schicksal bindet
- Gold für Gold
- Der starke Mohammed
- Die Dame Heuschrecke und der Sheikh der Singvögel
- Die Trauer um Emir Abu Hadja
- Der Mann, der die Sprache der Tiere verstehen konnte
- Die Geschichte vom Esel, der auf der Hyäne ritt
- Katze und Maus
- Drei Ziegenböcke bauen Häuser
- Maria ist mächtiger als alle anderen

## Ostafrika
Toni von Held, Märchen und Sagen der afrikanischen Neger. Schmidt, Jena 1904.
- Die Löwin und die Antilope (Suaheli)
- Tiere und Menschen (Suaheli)
- Treue Liebe (Mkiputa, See Nyassa)
- Das Kind und der Regen (Nyassa)
- Warum es gut ist, daß die Menschen sterben (Viktoriasee)

## Pygmäen
Das Herz der Sterne. Corvina Verlag, 1968, Gyula Ortutay.
- Lied der Pygmäen

## Rhodesien
Das Herz der Sterne. Corvina Verlag, 1968, Gyula Ortutay.
- Der geizige Häuptling
- Das Mädchen und die Hyäne

## Ruanda
Die Märchen der Weltliteratur – Märchen der Bantu. Eugen Diederichs Verlag, Düsseldorf/Köln 1980, Almut Seiler-Dietrich (Hrsg. und Übers.). 
- Die Erschaffung der Erde (Tussi)

## Senegal
Die Märchen der Weltliteratur – Westafrikanische Märchen. Eugen Diederichs Verlag, Düsseldorf/Köln 1975, Ulla Schild (Hrsg. und Übers.).
- Hammat und Mandiaye (Wolof)
- Der sprechende Wollbaum (Wolof)

## Sierra Leone
Toni von Held, Märchen und Sagen der afrikanischen Neger. Schmidt, Jena 1904.
- Eine Geschichte von der Küste Sierra Leones (Sierra Leone)

Weitere Bücher
Die Märchen der Weltliteratur – Westafrikanische Märchen. Eugen Diederichs Verlag, Düsseldorf/Köln 1975, Ulla Schild (Hrsg. und Übers.).
- Der Hund und das Rad (Limba)

## Somalia
Toni von Held, Märchen und Sagen der afrikanischen Neger. Schmidt, Jena 1904.
- Eine Tierfabel der Somalineger (Somalia)

Weitere Bücher
Das Herz der Sterne. Corvina Verlag, 1968, Gyula Ortutay.
- Der Löwe und die neun Hyänen

## Südafrika
Toni von Held, Märchen und Sagen der afrikanischen Neger. Schmidt, Jena 1904.
- Sikulume (Südafrika)
- Wie der Tod in die Welt kam (Zulu)
- Eine Zulukindergeschichte (Zulu)
- Der verwandelte Kürbis (Zulu)
- Ein Zulumärchen von der Hyäne (Zulu)
- Eine Geschichte der Zulus (Zulu)

Weitere Bücher
Die Geburt der Schlange – Märchen aus Südafrika. Gustav Kiepenheuer Verlag, Leipzig und Weimar 1989, Konstanze Wendt-Riedel (Hrsg.).
Märchen der San und der Khoikhoi
- Der Schakal und der Leopard
- Der Löwe und der Schakal
- Die Frau und der Löwe
- Die Geschichte von der Hyäne, dem Schakal und dem Menschen
- Der Löwe, der Schakal und der Strauß
- Der lachende Dritte

Märchen der Zulu und der Ndebele
- Geschichten von Uhlakanyana
- Wie Usikulumi seinen Vater besiegte
- Usikulumi heiratet
- Vom Mädchen, das von den Tauben verschleppt worden war
- Die gestreifte Maus
- Ein Vogel, der Milch gibt
- Die Kinder der Häuptlingsfrau
- Die Erlebnisse der Häuptlingstochter Umkxakaza
- Zwei Brüder
- Der Junge auf dem Stier
- Umdhlubu und der Frosch
- Die Geburt der Schlange
- Wie der Tod zu den Menschen kam
- Der Junge und sein Hase
- Das Mädchen, das der Fluß geholt hat

Märchen der Xhosa
- Die Geschichte von Fünfkopf
- Sihamba Ngenyana, die Nachtwandlerin
- Von einem Mädchen, das das Ntonjane mißachtete
- Demane und Demazana
- Eisenflanke und seine Schwester
- Das gefangene Mädchen
- Vom Mädchen und dem Mbulu
- Die wunderbaren Hörner
- Nimmersatts Ende
- Das Ende des großen Häuptlings der Tiere
- Die Geschichte vom Hasen
- Der Löwe und der kleine Schakal

Märchen der Sotho
- Das Mädchen und seine Schlange
- Das Honigrohr
- Das Wasser, von dem kein Frosch getrunken hat
- Das Mädchen, das aus der Höhe kam
- Der Häuptling und seine Frauen
- Die schöne Ssewela
- Wie der Kchokomodumo besiegt wurde
- Die Spinne und der Tausendfüßer
- Von den Mädchen, die nicht hören wollten
- Wie die Paviane die Löwen aus den Bergen vertrieben
- Tubole und seine Schwester
- Senkepeng
- Das Mädchen Pelo
- Das Huhn und der Falke
- Die listige Schildkröte
- Der Kranich
- Die List des Pavians
- Thakane und Thakanjane
- Zwei Hühner
- Das Ende der Freundschaft zwischen der Hyäne und der Hund
- Der Hase und der Löwe
- Die überlistete Diebin
- Der Zweig für den Häuptling
- Der Sohn von Molopelope
- Hobeane

Märchen der Tswana
- Der Fuchs und die Löwin
- Die Trauer um die Antilope und die Haut
- Die Antilope und die Schildkröte
- Der Blinde und der Krüppel
- Die Lehren des alten Mannes
- Das Urteil des Häuptlings
- Die Strafe

Märchen der Venda
- Der Python und seine zwei Frauen
- Vom Hirten, der Brennholz holen sollte
- Die faule Dondodzi
- Die Schöne ohne Zähne
- Die Zauberkeule
- Der Frosch, seine Frau und die Schlange
- Der Affe und die süßen Knollen
- Der Häuptling mit dem Halbmond
- Laß, es kommt noch besser
- Der betrogene Betrüger
- Das Ei, das immer größer wurde
- Wie die Tiere zu ihren Schwänzen kamen
- Nymalide und die alte Frau
- Die viereckige Hütte
- Sankhambi läßt die Affen eine Höhle stützen
- Sankhambi und das Krokodil
- Sankhambi und der Duiker
- Sankhambi und die Paviane
- Sankhambi und die Früchte des Elefanten
- Sankhambi und der Elefant
- Der Mann mit den drei Frauen
- Der Rinderhirte
- Vom Mädchen, das mit Zehen verheiratet war

Märchen der Tsonga
- Liebesbeweise
- Die falsche Enkeltochter
- Die Häuptlingstochter Nsanga-ya-tsuma
- Babana
- Das Ungeheuer Nwaungaunga
- Masinges Töchter
- Das ungehorsame Mädchen
- Die zwei Schwestern und die Taube
- Matipunuke
- Die Warnung der Mutter
- Der furchtlose Junge
- Faulheit wird bestraft
- Die Rettung der Schildkröte

Das Herz der Sterne. Corvina Verlag, 1968, Gyula Ortutay.
- Die Hyäne und der Mond
- Die Löwenbräute

## Südliches Afrika
Toni von Held, Märchen und Sagen der afrikanischen Neger. Schmidt, Jena 1904.
- Die Braut des Häuptlings (Kaffern)
- Die Sage von den wunderbaren Hörnern (auch Das Märchen von den wunderbaren Hörnern; Hottentotten)
- Der Häuptling der Tiere (Kaffern)
- Der Wind (Buschmänner)
- Viel Suchen wirbelt Staub auf (Betschuanen)
- Die fliehenden Kinder (Herero)
- Der kluge Schakal (Hottentotten)
- Der Löwe und der Schakal (Hottentotten)
- Die Löwin und der Strauß (Betschuanen)
- Wie es kommt, daß die Nase des Hasen gespalten ist (Hottentotten)
- Ein kluger Richter (Hottentotten)
- Der Löwe und der Schakal (Hottentotten)
- Die Niederlage des Löwen (Hottentotten)
- Der Wolkenschmaus (Hottentotten)
- Warum der Schakal einen langen, schwarzen Streifen auf dem Rücken hat (Hottentotten)
- Warum der Feldhase keinen Schwanz hat (Namaqualand)
- Vom Vogel, der Milch gab (Kaffern)
- Die Geschichte von den zwei Frauen (Kaffern)
- Eine Kaffernkindergeschichte (Kaffern)

Weitere Bücher
Märchen der Buschmänner. Verlag Werner Dausien, Hanau 1983, nacherzählt von Gisela von Radowitz.
- Sonne und Mond
- Die stinkende Hyäne
- Das Tier
- Der Vielfraß
- Die Wasserkinder
- Der selbstsüchtige Löwe
- Das Lied des Zauberregens
- Das betrogene Warzenschwein
- Der vollkommene Tod
- Das Auge
- Mondtränen
- Der Löwe im Baum
- Die Milchstraße
- Der kleine Hase
- Von den Streichen des großen Zauberers
- Der Buschmann und der Specht
- Die Wiedergeburt
- Der ungetreue Buschmann
- Der überführte Räuber
- Die Löwin und die Kinder
- Der Streit
- Der dumme Löwe und der listige Schakal
- Die Geier
- Der Schakal und das Huhn
- Der überlistete Schakal
- Der Schakal und die Hyäne
- Der kluge Frosch
- Die unfruchtbare Frau
- Die Buschmannfrauen und der Vogel Strauß
- Der Regenstier
- Der Affe als Freund des Menschen
- Der rettende Honigvogel
- Die Flucht der Buschmannmädchen
- Die feuerfeste Wühlmaus
- Der rettende Bienenschwarm
- Warum der Mond am Himmel wohnt
- Warum die Buschmannkinder und die Löwenkinder nicht mehr miteinander spielen
- Die verschwundenen Buschmannmädchen
- Der Buschmann und die Löwenmutter
- Die listige Alte
- Die Macht des Regens
- Der Elefant und die Schildkröte
- Das große Wasser

## Sudan
Das Herz der Sterne. Corvina Verlag, 1968, Gyula Ortutay.
- Ungerechte Teilung
- Allah und die Barbarinen

## Tansania
Toni von Held, Märchen und Sagen der afrikanischen Neger. Schmidt, Jena 1904.
- Der träge Mahomed (Sansibar)
- Drei Worte (Sansibar)

Weitere Bücher
Vom gestohlenen Perlhuhn – Märchen aus Tansania. Gustav Kiepenheuer Verlag, Leipzig und Weimar 1984, Rainer Arnold (Hrsg.).
Märchen der Swahili
- Die Geschichte von der Prinzessin Matlai Shemsi
- Muhemedi und seine Ankläger
- Der blinde Greis und sein Gewehr
- Tamarinden oder Datteln
- Die drei Ratschläge
- Eine Geschichte von Mutanebbi
- Eine andere Geschichte von Mutanebbi
- Eine Frau für hundert Rinder
- Der Hase und das Wiesel
- Die Frau und die Katze
- Die Katze und die Maus
- Die hörnertragenden Tiere und die Hyäne
- Der Affe und der Leopard
- Der Löwe und der Hase
- Der Hase und die Hyäne
- Die Hyäne
- Der Sohn des Reichen und der Sohn des Armen
- Vom Ursprung der Bananen
- Die Geschichte vom Delphin
- Die Geschichte vom Chewa-Fisch
- Ursache von Ebbe und Flut

Märchen der Digo und Chagga
- Das Ungeheuer
- Die Frau und das Kind
- Nimoka
- Vom Mädchen, das keine Fische essen wollte
- Die Söhne von den beiden armen Männern
- Zwei Jünglinge
- Nandze und Mwiya
- Grille und Hahn
- Hummel und Biene
- Das Begräbnis der Hyänen
- Giraffe und Nashorn
- Der Vogel Ziegenmelker und die Schildkröte
- Trauerdrongo und Gauklervogel
- Der Vogel Iku
- Der Gottsucher
- Wie es Kyasimba erging
- Der verlorene Sohn
- Die Täuschung

Märchen der Massai
- Die Geschichte von den Kriegern und den Affen
- Die Geschichte vom Krieger und seiner Schwester
- Die Geschichte von Sae-Kidongoi und den Kindern
- Vom Krieger und dem Dämon
- Konyek und sein Vater
- Vom gierigen alten Mann und seiner Frau
- Von der Frau und den Kindern vom Maulbeerfeigenbaum
- Marogos Vater
- Die Geschichte von dem alten Mann und den Kindern aus seinem Knie
- Die Geschichte von den zwei Frauen und den Zwillingen
- Die Geschichte von dem Krieger und dem Lumbwa
- Vom Dämon, der Menschen fraß, und von dem Kind, das ihn überwand
- Die Geschichte von den beiden Dorobo
- Der Dorobo und die Giraffe
- Vom Hasen und den Elephanten
- Die Geschichte von der Raupe und den wilden Tieren
- Vom Raben, der eine Frau heiratete
- Die Geschichte von den kleinen Straußen
- Die zwei Brüder
- Die Geschichte vom Hasen, von der Hyäne und der Löwin

Märchen der Safwa
- Die Geisterschelle
- Wie Lerwa ein mächtiger und reicher Mann wurde
- Die Vogelfänger
- Xyari im Land der Geister
- Dendi und der Fuchs
- Die Frau und das Steppenfeuer
- Das Lied des Mpombansambo
- Xyari und der Knecht Mukwarindje
- Vom Häuptling, der in die Höhe fuhr
- Vom Inoro, dem Opferstein
- Die Geschichte von dem einen Hirsekorn

Märchen der Sandawe
- Das Lied, das immer länger wurde
- Die Kinder und der Zauberer
- Warum das Schaf bei den Menschen so beliebt ist
- Der Zauberer und seine Schwägerin Saxaronga
- Xyari und ihr Kind
- Vom Mann, der seine Frau blendete
- Der Mann und die Irangari
- Binxi und die Irangari
- Die Mädchen in der Felsenhöhle
- Die geizigen Mädchen und ihre Strafe
- Vom gestohlenen Perlhuhn
- Vom dummen Ehepaar
- Nsaru und der Geisterhäuptling
- Suranyene, die Rohrfrau
- Der Mann mit dem langen Bart
- Der Mann mit der schönen Taube
- Die Frau und der Löwe
- Die Riesenschlangengebärerin
- Unsaru und die Riesenschlange
- Dendi, die Vampire und der Frosch
- Die Krokodilseier
- Vom Häuptlingssohn und dem Vogel Kirondovo
- Ule und Lue
- Der glückliche Tausch
- Das Nashornmädchen wird verheiratet

Die Märchen der Weltliteratur – Märchen der Bantu. Eugen Diederichs Verlag, Düsseldorf/Köln 1980, Almut Seiler-Dietrich (Hrsg. und Übers.).
- Die Frösche und der Regen (Gogo)
- Der Hase und der Mensch (Njiha)
- Die Schildkröte und der Elefant (Konde)

Das Herz der Sterne (Tanganjika). Corvina Verlag, 1968, Gyula Ortutay.
- Gibst du mir, geb ich dir
- Das Warzenschwein und das Hausschwein
- Die Geschichte von den drei weisen Ratschlägen
- Der Löwe und der Hase
- Die Ratte und die Tiere der Savanne
- Drei Sprüche
- Der Fuchs und das Wiesel
- Der Kampf um das Wasser
- Der Hase und der Bauer
- Die Tiere und die Menschen

## Togo
Die Märchen der Weltliteratur – Westafrikanische Märchen. Eugen Diederichs Verlag, Düsseldorf/Köln 1975, Ulla Schild (Hrsg. und Übers.).
- Ich bin klüger als der König (Ewe)
- Hyäne und Wildkatze (Ewe)

Das Herz der Sterne. Corvina Verlag, 1968, Gyula Ortutay.
- Die Spinne, die Melone und der Wind

## Tschad
Die Märchen der Weltliteratur – Märchen aus dem Tschad. Eugen Diederichs Verlag, Düsseldorf/Köln 1981, Herrmann Jungraithmayr (Hrsg. und Übers.).
Aitiologische und mythologische Märchen
- Die Tochter der Erde und die Tochter des Himmels
- Die Eule und die Sonne
- Gott und der Fluß
- Spinne und Affe
- Mandaji
- Kronenkranich und Rhesusäffin
- Wie die Söhne des Teufels Maakabrau die Hyäne fingen
- Hyänerich und Panther
- Der Elefant und das Huhn
- Eine Frau im Reich der Toten
- Eine Frau, die alle ihre Kinder verliert
- Die Hungersnot

Zaubermärchen
- Disal, der Hahn
- Der Hexer
- Kaykiyuru
- Kalbati, der Lügner
- Geteye
- Dokirekereke
- Jintalma
- Hungersnot, wunderbare Errettung und unheilvolles Ende
- Hungersnot und Zauberflöte
- Japando, die Zaubereidechse
- Japando
- Dayi
- Ganura, das Seeungeheuer
- Das Mädchen Yageda
- Mandoko
- Lolo und der Tod

Tiergeschichten
- Eidechse und Schwalbe
- Pelo, der Elefant und Mujonjo-Harfe, das Kamel
- Krokodil und Elefant
- Die Elefantin bestellt ihr Feld
- Der Käfer Murkimbe und Omo, die Häsin
- Dango, die Zecke
- Vogel Strauß und Affe
- Der gerissene Hase
- Taube und Erdhörnchen
- Erdhörnchen, Rabe und Löwe
- Rame, das Erdhörnchen, und der Büffel im Wettkampf
- Die Freundschaft zwischen Hyänerich und Waran
- Banjeri, der Riese
- Duyu und Omo besuchen die Schwiegereltern
- Hyänerich reist nach Karbo
- Hyänerich und Affe
- Hyänerich und Schafbock spielen Dame
- Tödin und Hyänerich
- Hyänerich und Löwe
- Die Hyäne und der Medizinmann
- Der Hyänerich tötet seine Mutter
- Der Hyänerich heiratet die Ziege
- Hyäne und Hündin

## Tunesien
Das Herz der Sterne. Corvina Verlag, 1968, Gyula Ortutay.
- Die Verwandlung
- Der Waschtopf
- Die drei Mohammeds

## Uganda
Die Märchen der Weltliteratur – Märchen der Bantu. Eugen Diederichs Verlag, Düsseldorf/Köln 1980, Almut Seiler-Dietrich (Hrsg. und Übers.).
- Wie die Erde besiedelt wurde
- Ratte und Katze (Kavirondo)
- Leopard und Hyäne (Kavirondo)
- Sikilya Munaku und der Leopard (Ganda)
- Der eiserne Mensch (Ganda)
- Der Hase und der Leopard
- Der Streit um das Kalb (Banyoro)

Das Herz der Sterne. Corvina Verlag, 1968, Gyula Ortutay.
- Das Rebhuhn und die Schildkröte